# Lopo de Sousa, 2.º senhor do Prado
Lopo Peres de Souza (1460 - 1515), também podendo ser chamado apenas de Lopo de Souza, foi um nobre português, fidalgo da Casa Real, Aio de Dom Jaime, Duque de Bragança, 2º Senhor do Prado, senhor das terras de Paiva e Alcaide-mor de Bragança e Outeiro. Lopo foi pai de Martim Afonso de Sousa, que se tornou o 1º donatário da Capitania de São Vicente, e também de Pero Lopes de Sousa, 1º donatário da Capitania de Santo Amaro.

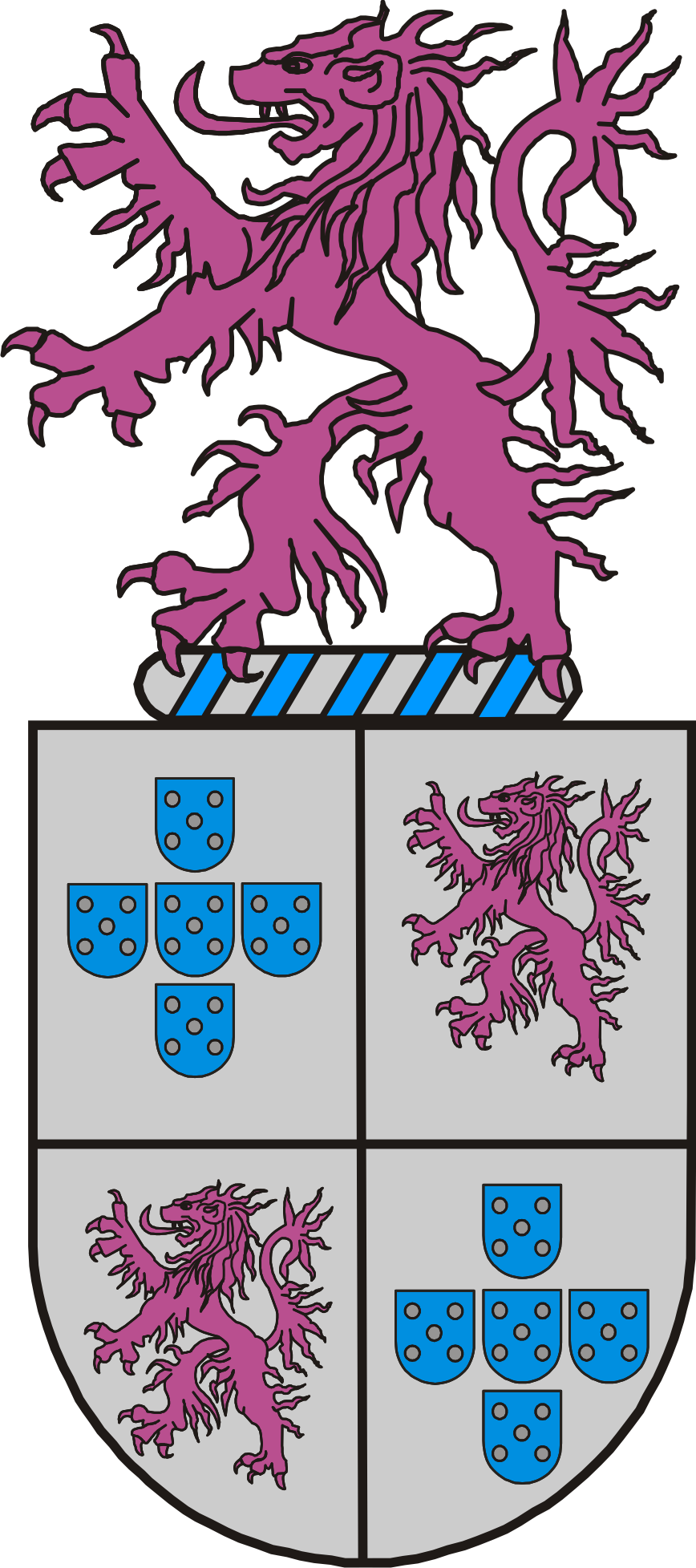
Brasão da Família Souza-Prado

## Relações familiares
Filho de Pero de Souza com Maria Pinheiro, casou-se com Dona Beatriz de Albuquerque de Sá, filha de João Rodrigues de Sá e de sua terceira esposa, Joanna de Albuquerque, a Visigoda. Com ela teve:
- Martim Afonso de Sousa
- Pero Lopes de Sousa
- João Rodrigues de Sousa, faleceu na Índia.
- Isabel de Albuquerque, casada com Antonio de Brito, filho de João de Brito Nogueira e de Brites de Lima.
- Catarina de Albuquerque, foi freira

## Títulos
- D. Lopo Peres de Portugal
- Senhor do Prado
- Senhor das terras de Paiva
- Alcaide-mor de Outeiro
- Alcaide-mor de Bragança